# Martinitoren
 Coordenadas : minutos ou segundos > 60

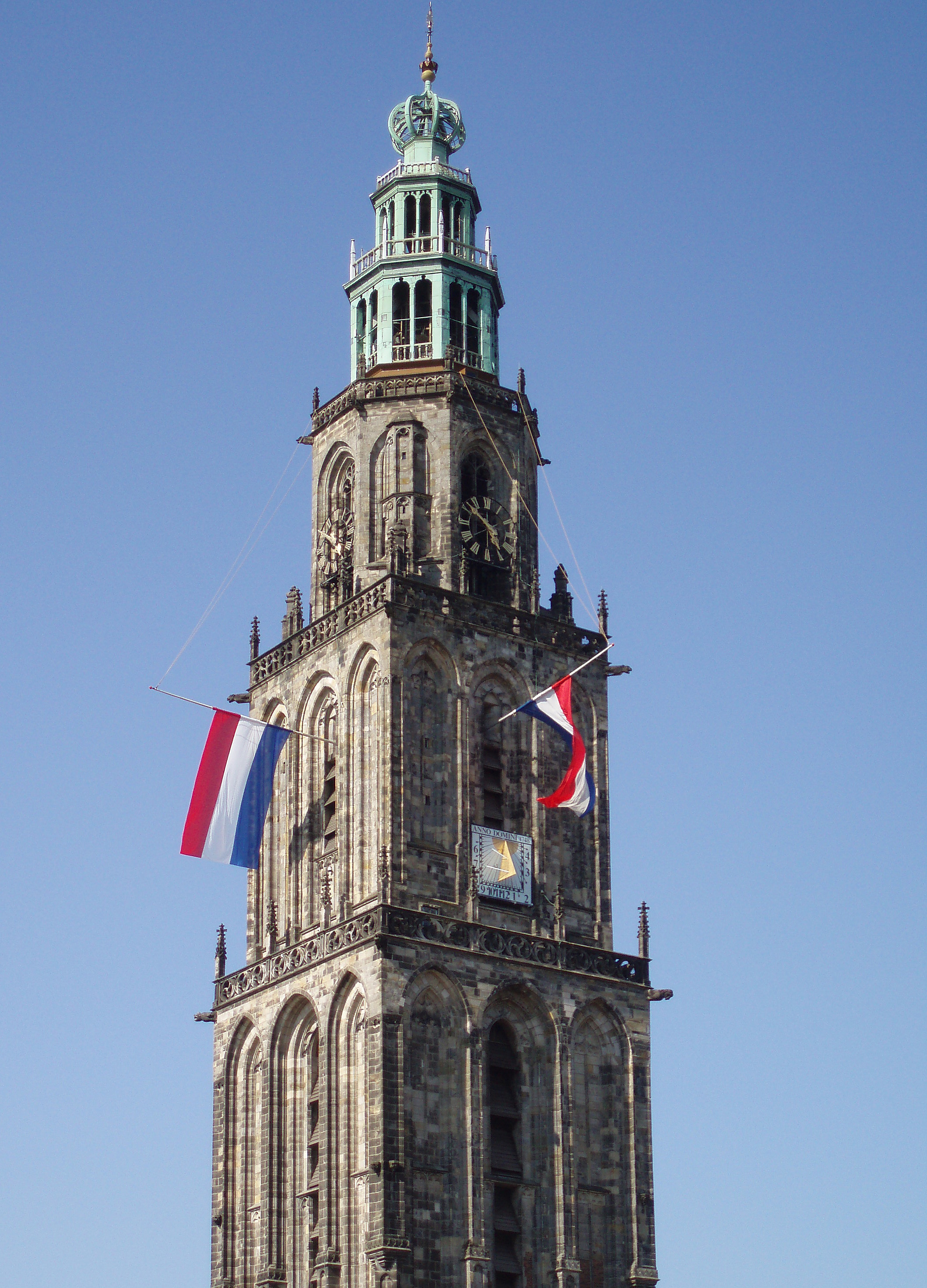
A Martinitoren

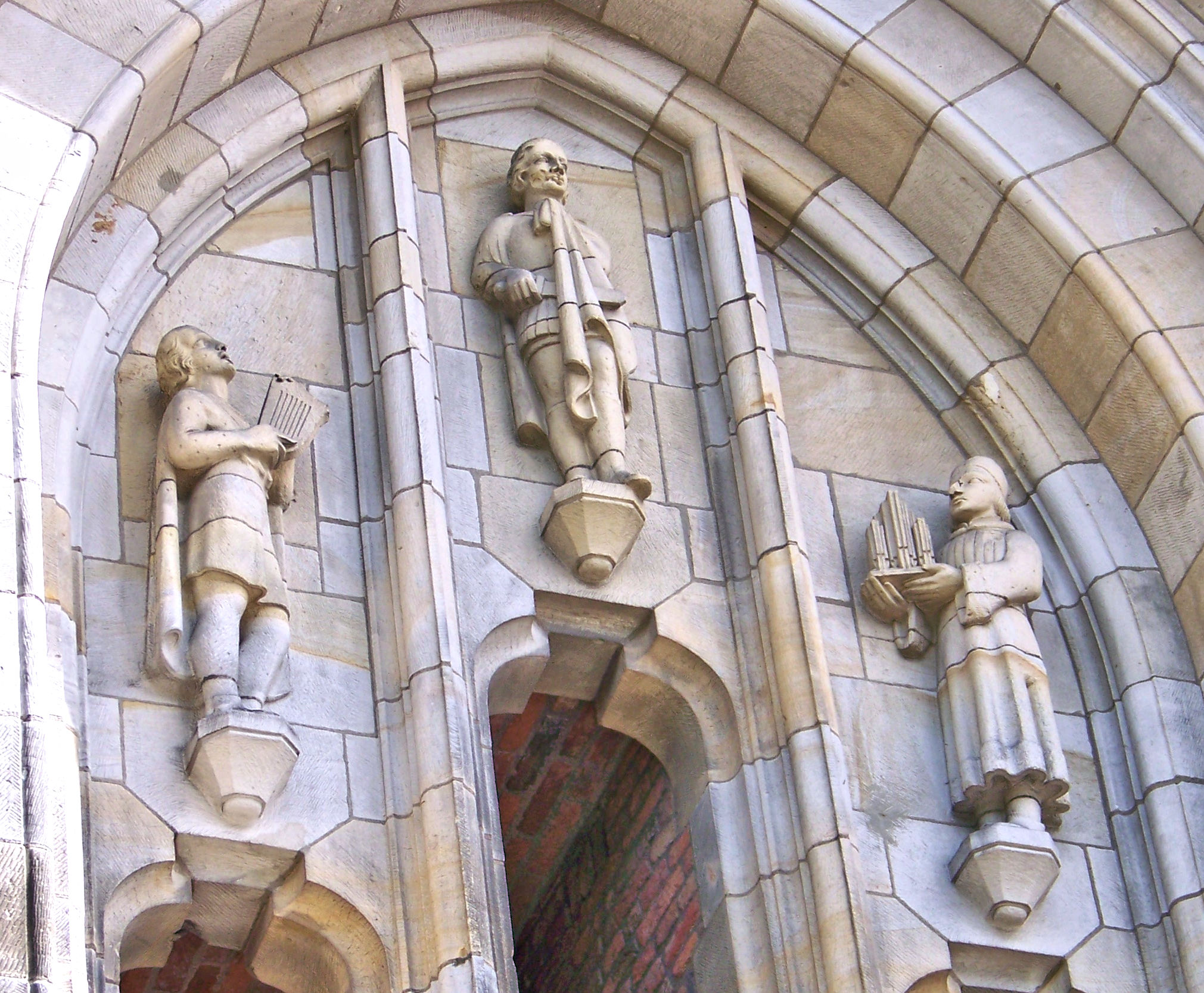
As três esculturas acima da entrada da Martinitoren

A Martinitoren (do neerlandês: torre de Martinho) é a maior torre de igreja da cidade de Groninga, nos Países Baixos  . Está localizada no corredor noroeste da Grote Markt (Praça Principal) e é parte da Martinikerk (igreja de Martinho). Tanto a igreja quanto a torre receberam seus nomes em homenagem a Martinho de Tours (316 - 397), santo patrono do arcebispado de Utrecht, ao qual pertence Groninga. 
Martinitoren é considerada uma das maiores atrações turísticas da cidade e oferece uma boa vista de Groninga e seus arredores. A parte da frente da torre mostra três retratos por sobre a entrada: o cego Bernlef, o santo Martinho de Tours e o humanista Rudolf Agricola: três homens que estão ligados à história da cidade. Relatórios indicam que a base sobre a qual a torre foi construída tem apenas três metros de profundidade.

## História
Em duas ocasiões uma torre ocupou o lugar onde atualmente encontra-se a Martinitoren. A primeira foi construída no século XIII; tinha aproximadamente 30 metros de altura, feitos em arquitetura românica e foi destruída por um raio. No século XV outra torre foi construída, com aproximadamente 45 metros de altura, que também foi devastada durante uma trovoada. A terceira e atual torre foi construída entre 1469 e 1482 com blocos de arenito. Tinha inicialmente 127 metros de altura, uma das maiores torres da Europa à época. Teve influências arquitetônicas da Domtoren de Utrecht.
A luz dos fogos de celebração  lançados após a saída das tropas da Espanha e Valônia, em 1577, fizeram com que a torre caísse parcialmente. Ainda assim, a parte remanescente manteve uma altura de 69 metros. No século XVII a torre foi reparada até atingir os atuais 97 metros. Posteriormente, a torre foi danificada por diversas vezes pela ação natural e várias guerras. Um buraco de bala ainda pode ser encontrado nos sinos, resultado do embate ocorrido quando forças armadas canadenses liberaram Groninga no fim da Segunda Guerra Mundial.